# 郭皇后 (宋仁宗)
郭皇后（1012年—1035年），北宋宋仁宗趙禎的第一任皇后，平盧軍節度使郭崇的曾孫女，被废為净妃出家，道號清悟。

## 生平
天聖初，郭氏與张氏一同進宮选美，當時尚未親政的宋仁宗看中了張氏，想立为皇后，但垂簾聽政的劉太后做主，天聖二年十一月乙巳（1024年12月24日），册立姿色一般的郭氏為后，張氏仅封為才人。秀女之中還有一位從四川來的王氏，姿色特别嬌豔，宋仁宗想留下做妃嫔，但劉太后借口女子「重德不重色」，将她赐婚给了太后前夫的儿子刘从德。这些事引起宋仁宗強烈不滿。
郭皇后因為有太后這座靠山，既不懂得謙讓和寬容，更逐漸養成了驕橫任性的性格。她仗著劉太后的權勢，嚴密監視仁宗的行蹤，使他不得親近其他宮女妃嬪，宋仁宗心中十分憤怒，卻不敢明言。宋仁宗宠爱的张才人在1028年逝世后，尚氏和楊氏两人又成为仁宗的新宠，最得仁宗歡心，均冊封為美人，尚美人的父親因女而得宠而更封官受賜，恩寵无遇，一時驚動京城，引起了郭皇后的嫉恨，对此大为不满，多次與尚氏衝突。
太后在明道二年（1033年）三月逝世後，郭皇后失去了靠山。一次，尚氏當著郭皇后的面向仁宗數說她的不是，郭皇后不勝憤怒，舉手就要打尚氏耳光，仁宗見狀急忙上前救護。郭皇后一巴掌打在了皇帝脖子上，指尖銳利，在頸中劃出了兩道血痕。宋仁宗大怒，說：“這是皇后該做的嗎！”拂袖而去，給宰相呂夷簡看自己的傷痕。
呂夷簡與郭皇后本來沒有過節。只是劉太后死後，呂夷簡先意希旨，帶領百官相互攻訐依附太后的“后黨”。仁宗初不覺察。一日到了後宮，與郭皇后談及此事。郭皇后說：“夷簡獨不附太后耶？”傳出宮外，呂夷簡且恨且恐懼。此時乘機謀廢之。遂表示同情皇帝，煽动諫官范諷進言：「后立已有九年，尚無子，義當廢。」呂夷簡從旁附和，尚美人煽風點火。
皇帝企圖廢后一事引起朝廷嘩然，台諫官員甚至往仁宗寢宮集體進諫。面對群臣的言論，宋仁宗一時拿不定主意，畢竟廢立皇后並非小事，右司諫范仲淹說：「皇后不可廢，宜早息此議，不可使之傳於外也。」過了一段時間，宋仁宗在呂夷簡的游說下，定下了廢后的決心。呂夷簡為了達到廢掉郭皇后的目的，甚至下令台諫部門不能接受諫官的奏疏。明道二年（1033年）十一月，宋仁宗追册逝世數年的張才人为皇后。十二月，宋仁宗下詔：「皇后以無子願入道觀，特封其為净妃、玉京沖妙仙師，賜名清悟，別居長寧宮以養。」
之後范仲淹與权御史中丞孔道輔率知諫院孫祖德、侍御史蔣堂，郭勸，楊偕，馬絳、殿中侍御史段少連、左正言宋郊、右正言劉渙詣垂拱殿門，進言：「后無過，不可廢。」结果孔道輔出知泰州、范仲淹知睦州、孫祖德等各罰銅二十斤。景祐元年（1034年）八月，仁宗在楊太后的堅持下再次下詔，採取類似唐太宗“兩棄之，永著為典”的政策。述說尚美人、楊美人的過錯，逐郭淨妃出居外宅，尚美人出居洞真宮，楊美人別宅安置。十月，賜法號金庭教主、沖靜元師，出居安和院，改賜院名曰瑤華宮。同時郭皇后的姻戚錢惟演也從同中書門下平章事被貶為崇信軍節度使出鎮。
数年后，宋仁宗颇为想念郭氏，遣使存问，并赐以乐府，郭氏和答之，辞甚怆惋。宋仁宗曾经密令召她回宫，郭氏曰：“若再见召者，须百官立班受册方可。”当时仁宗早已娶曹氏为皇后，无法答应她的要求。二年（1035年）十一月，郭氏生小病，仁宗派昭宣使、恩州團練使、入內都都知阎文应带太医前去诊视，遷居嘉慶院。数日后，传出郭氏暴薨的消息。宫廷内外皆怀疑阎文应下毒，然而没有确实的证据。三年（1036年）正月，追册为皇后，命知制誥丁度、內侍押班藍元用同護葬事。寻诏中书门下省停其谥册、附庙。葬于奉先資福院側，鹵簿、儀物並用孝章皇后故事。

## 家族
- 曾祖：郭崇，終官平盧軍節度使、贈太師、中書令兼尚書令、追封英國公、鄧國公
- 曾祖母：鄭氏，追封燕國夫人、曹國陳國楚國太夫人
- 祖：郭守璘，終官右千牛衛大將軍、贈寧國軍節度使、太尉、加贈永清軍節度使、中書令兼尚書令
- 祖母：李氏，追封江夏郡太君、岐國邠國韓國太夫人
- 父：郭允恭，終官崇儀副使、贈安國軍節度使、太傅、加贈忠武軍節度使、侍中、中書令
- 母：杜氏，追封長安縣君、安國魯國齊國太夫人
- 兄：郭中和，終官西京左藏庫使、昌州團練使[3]
  - 姪女：郭氏，封仁壽郡君、追封太原郡夫人、適鎮潼軍節度觀察留後、金紫光祿大夫、上柱國李端懿
- 兄：郭中庸，禮賓副使、度支判官

## 腳註
1. ↑  净妃等出居外宅诏：朕祗绍庆基，务敦静治，每遵勤俭，用洽冲宁。至于宫掖之中，嫔侍之列，维仅充于仪职，而靡厚于宠私。顷以中闱有亏善道，降处次妃之位，仍从别馆之居，尚迩严宸，末叶彝制，宜令于外宅居止，更不入内。美人尚氏，昨由下陈列于近侍，素非令淑，但肆骄矜，宜特贷刑章，令于洞真宫披戴，永不得入内。美人杨氏，自居左右，靡蹈箴规，宜令出内，于别宅安置。
2. ↑  《续资治通鉴长编》卷一百十八
3. ↑  《續資治通鑑長編》 卷一百十七：「及闻，深悼之，诏以后礼葬，其兄西京左藏库使二二、昌州刺史中和迁昌州团练使，内殿崇班、閤门祗候中庸迁礼宾副使、度支判官。」

## 延伸阅读
[在维基数据编辑]
 《宋史·卷242》，出自脱脱《宋史》

## 相关史料
- 《宋史 卷二百四十二 列传第一》

| 前任： 刘皇后 | 宋朝皇后 1024年—1033年 | 繼任： 曹皇后 |